# Дворец Хрептовичей (Гродно)
Дворец Хрептовичей в Гродно — памятник архитектуры XVIII века. Находится на улице Замковой, 16.

## История
Резиденция создана в период с 1742 по 1752 год, по желанию Кароля Хрептовича, гродненского земского писаря. По одной из версий дворец был построен благодаря средствам из приданного Анны Хрептович, которую именовали «стотысячная пани». Кароль и Анна являлись дальними родственниками и сама она была сестрой канцлера Иохима Хрептовича. Дворец стоит на месте более ранней каменной постройки. После пожара во второй половине XVIII века разрушенную резиденцию выкупает Антоний Тизенгауз. После смерти Тизенгауза недостроенное здание продаётся Франтишку Мучинскому, гродненскому мечнику. Особняк перестроен в 1790 году, возможно по проекту Мартина Кнакфуса или его ученика Лаврина Гуцевича. В начале XIX века резиденцию выкупает Игнатий Ляхницкий. К 1830-м годам достраивается вторая часть дворца образуя внутреннее замкнутое пространство.
С 2009 года в здании расположена экспозиция музея истории религии.

## Архитектура
Особняк являет собой пример архитектурного стиля классицизм. Здание образует замкнутый внутренний двор с проездом со стороны главного фасада, декорированного четырьмя пилястрами дорического ордера и треугольным фронтоном. Фриз украшен лепниной с растительными и военными мотивами. Подобный декор имеет виленский дворец Тизенгаузов, архитектором которого также, предположительно, был Кнакфус. В гродненской области есть схожее по архитектуре здание в Муроване принадлежавшее Юндзилам. В период 90-х годов XX века над проездом во двор был размещён герб Гродно.